# Disparella maiuscula
Disparella maiuscula là một loài chân đều trong họ Desmosomatidae. Loài này được Kaiser & Brix miêu tả khoa học năm 2005.